# Dead Club City
Dead Club City es el cuarto álbum de estudio de la banda inglesa de rock alternativo Nothing But Thieves. Fue lanzado el 30 de junio de 2023 bajo el sello discográfico Sony Music y producido por Dominic Craik y Jonathan Gilmore. Fue precedido por los sencillos "Welcome to the DCC", "Overcome" y "Keeping You Around". La banda realizó una gira por Australia en apoyo del álbum en abril y mayo, y está programada para realizar una gira por los Estados Unidos en el otoño de 2023 y luego por el Reino Unido e Irlanda a finales de 2023.

## Lista de canciones
Todas las canciones escritas y compuestas por Dominic Craik, Joseph Langridge-Brown y Conor Mason; "Welcome to the DCC" y "Members Only" coescrito con Julian Emery y Jim Irvin.. 
| N.º | Título                | Duración |  |
| 1.  | «Welcome to the DCC»  | 3:17     |  |
| 2.  | «Overcome»            | 3:34     |  |
| 3.  | «Tomorrow Is Closed»  | 3:58     |  |
| 4.  | «Keeping You Around»  | 3:35     |  |
| 5.  | «City Haunts»         | 3:11     |  |
| 6.  | «Do You Love Me Yet?» | 5:26     |  |
| 7.  | «Members Only»        | 2:49     |  |
| 8.  | «Green Eyes :: Siena» | 3:48     |  |
| 9.  | «Foreign Language»    | 3:54     |  |
| 10. | «Talking to Myself»   | 4:15     |  |
| 11. | «Pop the Balloon»     | 4:31     |  |

## Posicionamiento en lista
| Lista (2023)                    | Posiciones |
| ------------------------------- | ---------- |
| Alemania (Offizielle Top 100)   | 31         |
| Australian Albums (ARIA)        | 10         |
| Austria (Ö3 Austria)            | 53         |
| Bélgica (Ultratop flamenca)     | 8          |
| Bélgica (Ultratop valona)       | 34         |
| Escocia (Scottish Albums Chart) | 4          |
| España (PROMUSICAE)             | 73         |
| Francia (SNEP)                  | 89         |
| Irlanda (IRMA)                  | 67         |
| Italian Albums (FIMI)           | 91         |
| Lithuanian Albums (AGATA)       | 37         |
| New Zealand Albums (RMNZ)       | 25         |
| Países Bajos (Album Top 100)    | 1          |
| Polonia (ZPAV)                  | 25         |
| Reino Unido (UK Albums Chart)   | 1          |
| Suiza (Schweizer Hitparade)     | 12         |